# Faro (Brasile)
Faro è un comune del Brasile nello Stato del Pará, parte della mesoregione del Baixo Amazonas e della microregione di Óbidos.